# Tirūr
Tirūr är en ort i Indien.   Den ligger i distriktet Malappuram och delstaten Kerala, i den södra delen av landet, 2 000 km söder om huvudstaden New Delhi. Tirūr ligger 15 meter över havet och antalet invånare är 54 934.
Terrängen runt Tirūr är platt. Havet är nära Tirūr åt sydväst. Runt Tirūr är det mycket tätbefolkat, med 1 754 invånare per kvadratkilometer. Närmaste större samhälle är Valavannūr, 6,9 km nordost om Tirūr. I omgivningarna runt Tirūr växer i huvudsak städsegrön lövskog.